# Diferențele de limbaj ale sexelor în limba japoneză
În timpul perioadei Edo limbajul și comportamentul unei femei erau diferite de ale unui bărbat.
Se spune ca la asta a ajutat și comportamentul și limbajul reginei din perioada Muromachi.
Și literatura din perioada Nara se spune că a exercitat o anumită influență.
Diferențe erau mai demult și în scrisorile trimise de femei sau cele trimise de bărbați.
Uneori, în limba japoneză limbajul femeiesc este denumit „onna kotoba” (女言葉, cuvinte femeiești) sau mai este numit și "joseigo" (女性語, limbajul femeiesc), cel bărbătesc fiind denumit "otokorashii" (男らしい).
În japoneza scrisă nu există asemenea diferențe, cu excepția faptului că femeile adoptă un ton mai politicos.

## Diferențe majore
| Femeile                                        | Bărbații                                       |
| ---------------------------------------------- | ---------------------------------------------- |
| Folosec forme politicoase mai des              | Folosesc forme politicoase mai rar             |
| Folosesc mai des "tag questions"               | Folosesc mai rar "tag questions"               |
| Nu prea folosesc pronume personale de politețe | Folosesc mai des pronume personale de politețe |
| Folosesc cuvinte specifice unei femei          | Folosesc cuvinte specifice unui bărbat         |
| Folosesc forme mai "delicate" ale cuvintelor   | Folosesc cuvinte mai "dure"                    |

## Forme pentru "eu"
1)watashi (私, わたし) → politicos, folosit de ambele sexe, însă, în perioada Edo mai mult îl foloseau
femeile
2)watakushi (私, わたくし) → politicos, folosit de ambele sexe, mai politicos decât "watashi"
3)jibun (自分, じぶん) → politicos, folosit de ambele sexe, însă, în dialectul Knsai înseamnă "tu"
4)uchi (うち) → politicos, folosit de ambele sexe, folosit și de copiii mici (în special)
5)atashi (あたし) → folosit mai mult de femei, feminin, delicat
6)atakushi (あたくし) → formal, politicos, folosit adesea de femei
7)atai (あたい) → folosit în dialectul tokyo, de către femei mai ales
8)boku (僕, ぼく) → folosit adesea de tineri și bărbati (în cantece folosit de ambele sexe)
9)ore (俺, おれ) → folosit numai de bărbați sau băieți, nepoliticos, uneori chiar vulgar
10)washi (儂, わし) → bărbații în vârsta îl preferă
11)wagahai (我輩, 吾輩) → arhaism, în trecut folosit exclusiv de bărbați
12)ore-sama (俺様, おれさま) → vulgar, folosit de bărbați și băieți, o combinație între ore și pronumele personal de politețe "sama"
13)ware (我, 吾) bărbați, vechi

## Forme pentru „tu”
1)kimi (君, きみ) → folosit de ambele sexe pentru o persoană apropiată
2)anata (貴方, あなた) → folosit cel mai des de ambele sexe
3)sochira (そちら) → nepoliticos, folosit de ambele sexe
4)anta (あんた) → nepoliticos, poate fi luat ca o insultă, poate fi folosit de ambele sexe
5)temee (手前) → arhaic, folosit de bărbați
6)koitsu (こいつ) → nepoliticos, folosit exclusiv de bărbați, echivalent cu „ăla!”
7)nare (汝) → arhaic, folosit în trecut de bărbați, în prezent folosit numai pentru citirea documentelor vechi
8)omae (お前) →nepoliticos, folosit numai de bărbațti, poate fi considerat vulgar

## Diferențele în lumea modernă
Pentru că femeile încep sa aibă un rol mai important în societatea japoneză, „etica” feminină s-a schimbat în decursul anilor. Încă un motiv ar mai fi că cu atâția prezentatori de televiziune, cântăreți, etc. de sex masculin care devin din ce în ce mai feminini și bărbații adoptă încetul cu încetul limbajul feminin.

## Probleme pentru cei care învață limba japoneză
Pentru ca majoritatea profesorilor de limba japoneză sunt femei,  vă puteți obișnui cu limbajul femeiesc chiar dacă sunteți bărbați.

## Biblografie
- http://nihongo.human.metro-u.ac.jp/~long/longzemi/sibayasi.htm Arhivat în 25 martie 2009, la Wayback Machine.
- http://jp.hjenglish.com/page/14271/ Arhivat în 19 august 2010, la Wayback Machine.